# Konrad Bugajak

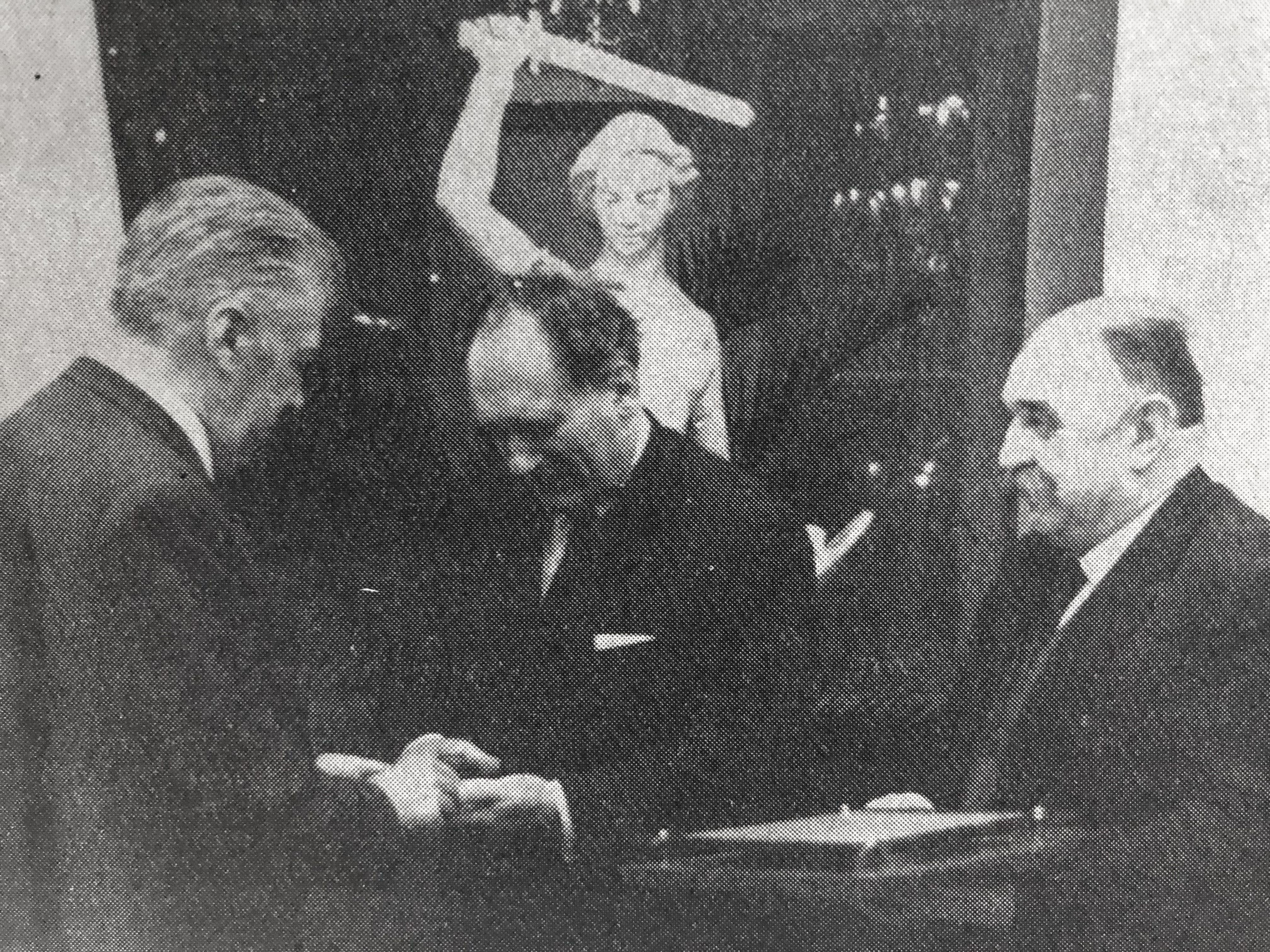
Mieczysław Moczar (w środku) dekoruje kwartalnik „Wojskowy Przegląd Historyczny” odznaką „Za zasługi dla ZBoWiD”. Z lewej redaktor naczelny płk Konrad Bugajak, Warszawa 1970

Konrad Bugajak (ur. 10 lutego 1921 w Łodzi, zm. 20 września 1980 w Warszawie) – polski oficer, pułkownik WP, wieloletni redaktor naczelny „Wojskowego Przeglądu Historycznego”.

## Życiorys
W 1939 roku ukończył miejskie gimnazjum i liceum w Łodzi. W czasie okupacji był represjonowany. W styczniu 1945 został członkiem Polskiej Partii Robotniczej, a w marcu 1945 wstąpił w szeregi ludowego Wojska Polskiego. Po ukończeniu Centralnej Szkoły Oficerów Polityczno-Wychowawczych był kolejno zastępcą dowódcy batalionu w tej uczelni do spraw polityczno-wychowawczych, starszym wykładowcą i kierownikiem cyklu nauk społecznych. Następnie służył w aparacie politycznym Warszawskiego Okręgu Wojskowego oraz w Głównym Zarządzie Politycznym WP, w którym pełnił funkcję szefa Wydziału Lektorsko-Instruktorskiego. W latach 1949–1951 studiował w Szkole Partyjnej przy KC PZPR. W 1951 objął stanowisko szefa Katedry Podstaw Marksizmu-Leninizmu w Akademii Sztabu Generalnego WP. W latach 1952–1956 był szefem Zarządu Propagandy i Agitacji Głównego Zarządu Politycznego WP. Był współodpowiedzialny za propagandę wojskową w szczytowym okresie stalinizmu. W 1956 roku był współtwórcą (wraz z gen. Józefem Kuropieską) „Wojskowego Przeglądu Historycznego”, a następnie przez 20 lat jego redaktorem naczelnym (1957–1977). 
Był redaktorem wielu książek, m.in. Towarzysze frontowych dróg Stanisława Popławskiego (kilka wydań), Przed i po maju Mariana Romeyko (Warszawa 1967 oraz 1976), Wspomnienia wojenne znad Warty i Bzury Romana Abrahama (Warszawa 1969), Druga Wojna Światowa. Fakty, mity, legendy Bronisława Maszlanki (Warszawa 1968 oraz 1970), Żołnierska Droga Jerzego Bordziłowskiego (Warszawa 1970), Armia "Kraków" Władysława Steblika (Warszawa 1975) oraz Z dziejów formacji polskiej na Zachodzie 1939-1945 W. Iwanowskiego (Warszawa 1976).
4 stycznia 1977 przeniesiony w stan spoczynku. Z tej okazji został przyjęty przez przewodniczącego Komitetu Redakcyjnego WPH, wiceministra obrony narodowej gen. broni Józefa Urbanowicza w obecności zastępców przewodniczącego Komitetu Redakcyjnego: I zastępcy szefa GZP WP gen. Józefa Baryły oraz komendanta Wojskowego Instytutu Historycznego płk. prof. Emila Jadziaka. Pochowany na Cmentarzu Wojskowym na Powązkach w Warszawie (kwatera M'-2-5).  

## Odznaczenia
- Krzyż Komandorski Orderu Odrodzenia Polski (1977)
- Krzyż Oficerski Orderu Odrodzenia Polski
- Złoty Krzyż Zasługi
- Srebrny Krzyż Zasługi (dwukrotnie)
- Srebrny Medal „Zasłużonym na Polu Chwały”
- Medal 10-lecia Polski Ludowej
- Medal 30-lecia Polski Ludowej
- Złoty Medal „Siły Zbrojne w Służbie Ojczyzny”
- Srebrny Medal „Siły Zbrojne w Służbie Ojczyzny”
- Brązowy Medal „Siły Zbrojne w Służbie Ojczyzny”
- Złoty Medal „Za zasługi dla obronności kraju”
- Srebrny Medal „Za Zasługi dla Obronności Kraju”
- Brązowy Medal „Za Zasługi dla Obronności Kraju”
- Medal Komisji Edukacji Narodowej
- Odznaka „Zasłużony Działacz Kultury” (1967)[2]
- Odznaka 1000-lecia Państwa Polskiego (1966)[3]